# Liste der Monuments historiques in Xivray-et-Marvoisin
Die Liste der Monuments historiques in Xivray-et-Marvoisin führt die Monuments historiques in der französischen Gemeinde Xivray-et-Marvoisin auf.

## Liste der Objekte
| Bezeichnung                                | Beschreibung                                                                                                  | Standort                             | Kennzeichnung | Schutzstatus | Datum | Bild |
| ------------------------------------------ | --- | ------------------------------------ | ------------- | ------------ | ----- | ---- |
| Antependium                                | roter Wollstoff, bestickt, Ende des 19. Jahrhunderts                                                          | Xivray, in der Kirche St-Rémi (Lage) | PM55002651    | Inscrit      | 2007  |      |
| Skulptur Madonna mit Kind und Vogel        | Kalkstein, farbig gefasst und vergoldet, 15. Jahrhundert                                                      | Xivray, in der Kirche St-Rémi (Lage) | PM55001122    | Classé       | 1994  |      |
| Reliquienmonstranz des heiligen Theophilus | Messing, versilbert und vergoldet, um 1800                                                                    | Xivray, in der Kirche St-Rémi (Lage) | PM55002559    | Inscrit      | 1992  |      |
| Skulptur Haupt Christi mit Dornenkrone     | Kalkstein, 16. Jahrhundert                                                                                    | Xivray, in der Kirche St-Rémi (Lage) | PM55002729    | Inscrit      | 2010  |      |
| Monstranz                                  | Messing, versilbert und vergoldet, Ende des 18. Jahrhunderts                                                  | Xivray, in der Kirche St-Rémi (Lage) | PM55002560    | Inscrit      | 1992  |      |
| Zwei Altarleuchter                         | Messing, versilbert, Ende des 18. Jahrhunderts; im Centre départemental d’art sacré in Saint-Mihiel deponiert | Xivray, in der Kirche St-Rémi (Lage) | PM55002561    | Inscrit      | 1992  |      |